# Kurt Huldschinsky
Kurt Huldschinsky (* 24. November 1883 in Gleiwitz; † 31. Oktober 1940 in Alexandria) war ein deutscher Kinderarzt.
Sein Medizinstudium führte ihn an die Universitäten von München, Bonn, Berlin und Straßburg, wo er 1907 die Approbation erhielt und ein Jahr später promoviert wurde. Er entdeckte im Winter 1918/1919 am Berliner Oskar-Helene-Heim die erste wirksame Behandlungsmöglichkeit von Rachitis durch Ultraviolettstrahlung. Nach der Machtübernahme der Nationalsozialisten emigrierte er mit seiner Frau und seiner Tochter 1933/34 nach Ägypten.
Zur damaligen Zeit litt etwa die Hälfte aller Kinder in Deutschland an Rachitis. Calciummangel als Ursache war bereits bekannt. Behandlungsversuche mit hochdosiertem Calcium oder mit Lebertran wurden gemacht. Huldschinsky fiel die blasse Haut seiner Patienten auf und er behandelte drei von ihnen zusätzlich zu den Calciumgaben versuchsweise mit dem Licht von Quecksilber-Quarzlampen (künstliche „Höhensonne“). Der Erfolg der täglichen Behandlung stellte sich nach wenigen Monaten ein. Nach der Veröffentlichung der Ergebnisse in der Deutschen Medizinischen Wochenschrift 1919 richtete die AOK landesweit „Lichtbadeanstalten“ ein, Huldschinsky erhielt 1926 den Otto-Heubner-Preis der Deutschen Gesellschaft für Kinderheilkunde und wurde 1929 sogar von dem Frankfurter Pädiater Heinrich von Mettenheim für den Nobelpreis vorgeschlagen.
Durch weitere Forschungen stellte sich heraus, dass für die Verwertung von Calcium Vitamin D notwendig ist, das in der Haut in Gegenwart von UV-Licht aus körpereigenen Vorläufersubstanzen auch endogen gebildet werden kann. Seit 1928 werden als Rachitis-Prophylaxe Vitamin-D-Präparate verabreicht.
Kurt Huldschinsky starb im Alter von 56 Jahren am 31. Oktober 1940 in Alexandria.